# Paciorecznik ogrodowy

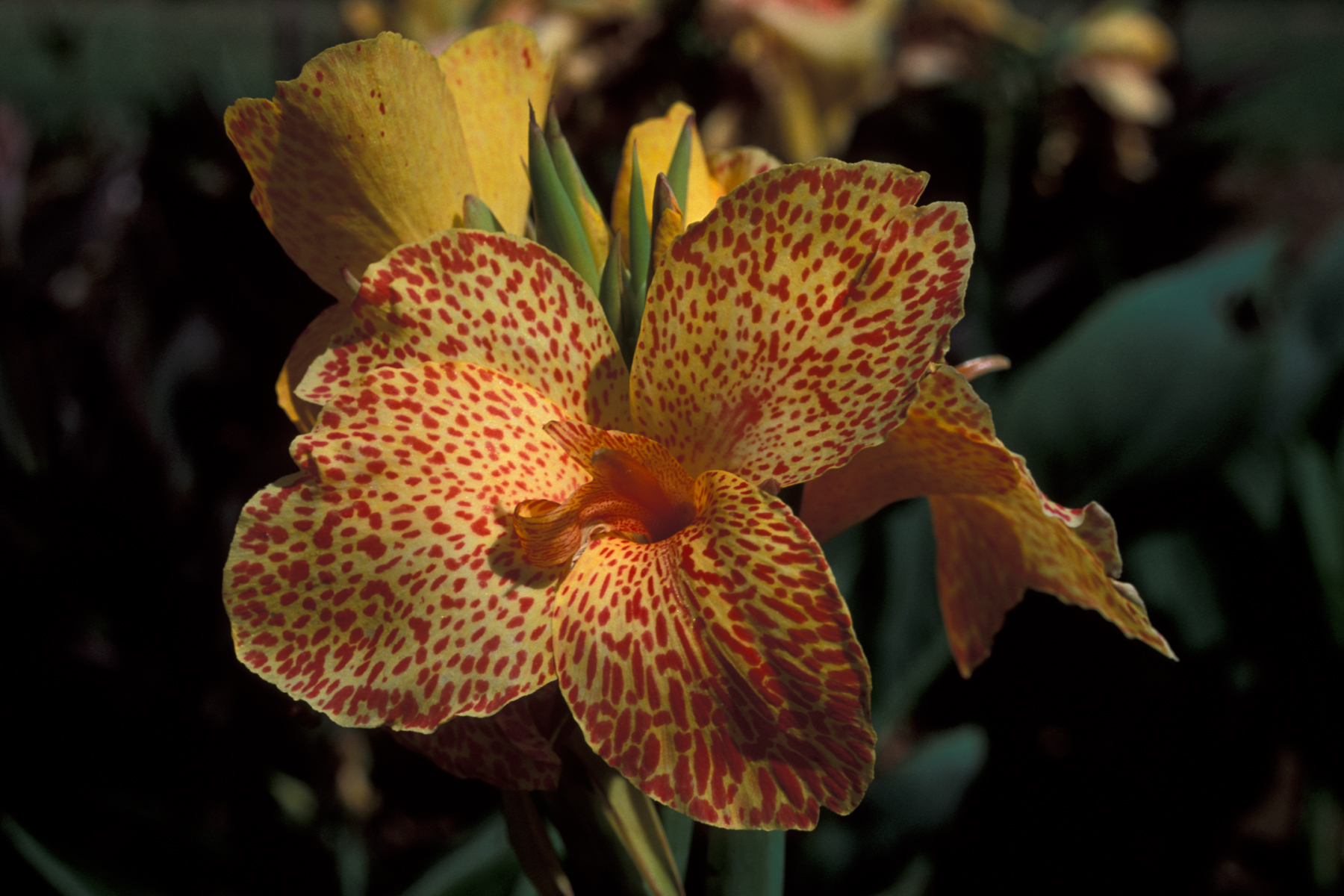
Odmiana o pstrokatych kwiatach

Paciorecznik ogrodowy (Canna ×generalis) – duża grupa mieszańców różnych gatunków rośliny paciorecznik (Canna). Mieszańce te wyhodowane zostały przez ogrodników i są albo nieznanego pochodzenia, albo mają złożony rodowód. W ich powstaniu brały udział m.in. takie gatunki, jak: Canna indica, C. glauca, C. flacciola, C. iridiflora, C. liliiflora. Są pospolicie uprawiane jako rośliny ozdobne, większość uprawianych odmian pacioreczników to właśnie mieszańce z grupy paciorecznik ogrodowy.

## Morfologia
PokrójBylina o zróżnicowanej, w zależności od odmiany wysokości od kilkudziesięciu cm do 1,8 m. Pod ziemią roślina wytwarza kłącze.
LiścieUlistnienie skrętoległe, liście pojedyncze, pochwiasto obejmujące łodygę. Oprócz liści zielonych występują też u różnych odmian liście czerwonawe, purpurowe lub wielobarwne.
KwiatyDuże w szerokiej gamie kolorów, u niektórych odmian jednobarwne, u niektórych wielokolororowe o, o bardzo wąskich płatkach. Zebrane są w kłosy na szczycie grubej, mięsistej łodygi. Kwitną przez całe lato aż do jesieni.

## Uprawa
Nadaje się na kwietniki, do tworzenia grup kwiatowych i na kwiat cięty. Może też być uprawiany w pojemnikach na tarasach, balkonach itp. Wymaga żyznej, próchnicznej gleby i słonecznego lub nieco tylko zacienionego stanowiska. Rozmnaża się go przez podział kłączy lub z nasion. Jako roślina cieplejszego klimatu nie jest przystosowany do naszych warunków i zimą jego kłącze przemarza w ziemi. W związku z tym po zakończeniu kwitnienia przycina się go przy samej ziemi, zaś kłącze jesienią musi być wykopane z ziemi i przez zimę przechowywane w pomieszczeniu o temperaturze 5-8 °C. Najlepiej przechowywać je razem z bryłą ziemi lub obsypane trocinami czy torfem. Wiosną (w marcu) dzieli się go na kawałki (każdy z nich powinien mieć przynajmniej 1 pąk) i pozostawia na powietrzu, aby rany przyschły. Wskazane jest obsypanie ran miałem węglowym lub węglem drzewnym. Przeschnięte kłącze sadzi się do doniczek trzymanych w ogrzewanym pomieszczeniu i umiarkowanie podlewa. Do gruntu wysadza się z doniczek dopiero w drugiej połowie maja. Przez lato wymaga obfitego nawożenia.

## Kultywary(wybór)
- `Brandywine` – kwiaty pomarańczowe
- `King Numbert` – kwiaty w czerwone kropki lub paski
- `Konig Charlotte – kwiaty czerwone
- `Lenape` – odmiana karłowa o jaskrawożółtych kwiatach z czerwoną gardzielą i brązowoczerwonymi plamami
- `Lucier` – kwiaty purpurowe z czerwonymi żółto czerwonymi obramowaniami płatków